# Euclimacia nuchalis
Euclimacia nuchalis är en insektsart som först beskrevs av Carl Eduard Adolph Gerstäcker 1885. 
Euclimacia nuchalis ingår i släktet Euclimacia och familjen fångsländor. Inga underarter finns listade i Catalogue of Life.